# Tricholepis niveopilosa
Tricholepis niveopilosa är en skalbaggsart som beskrevs av Blanchard 1851. Tricholepis niveopilosa ingår i släktet Tricholepis och familjen Melolonthidae. Inga underarter finns listade i Catalogue of Life.